# رله بوخهولتس
در صنعت توزیع و انتقال برق رله بوخهُلتس (Buchholz relay) رلهای است که برای حفاظت از تجهیزاتی که با روغن خنک می‌شوند بکار می‌رود.

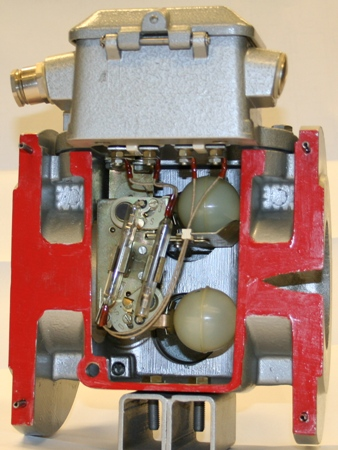
دو شناور توپی شکل و دو کلید (مدار) نی شکل (reed switches) در این برش مقطعی از رله بوخهُلتس دیده می‌شود.

این رله در پی پدید آمدن گاز یا هوا در درون منبع روغنی یا پایین آمدن سطح روغن از حد روا یا گردش بیش از حد روا روغن به کار می‌افتد و در گام نخست آژیر را بکار می‌اندازد و اگر افت سطح روغن ادامه یابد در گام دوم ترانسفورمر را قطع می‌کند.
در رله بوخهُلتس از روغن برای جداسازی و خنک‌کنندگی به کار گرفته می‌شود. این رله از حدود دهه چهل میلادی است شناخته شده بیشتر برای ترانس‌هایی دارای منبع انبساط استفاده می‌شود. با توجه به شدت خطا ترتیب داده شده است. (بیشتر خطاهایی که در این ترانس رخ می‌دهد با تولید گاز همراه است) این رله معمولاً بین منبع اصلی و منبع انبساط روغن نصب می‌شود. دو مشخصهٔ ضروری برای رلهٔ بوخهولتس حساسیت بالا و مقاومت در برابر نوفه است.

## عوامل بکار افتادن رله بوخهُلتس
۱- قوس الکتریکی بین هسته و دیگر بخش‌های ترانس.
۲- اتصال زمین بین زنجیره‌های کلاف.
۳- بُرش شدن یک فاز یا سوختن آن.
۴- چکه کردن روغن از تشت روغن یا لوله‌های ارتباطی آن.

## گام نخست (آژیر)
در گام نخست که آژیر بکار می‌افتد و هشدار می‌دهد مشکلات پدید آمده به این گونه‌اند:
۱- کاستی‌های سیستم جداسازی.
۲- آسیب دیدگی جداگر ورقه‌های هسته و پیچ اتصال ورقه‌های هسته.
۳- هروسپ نبودن کنتاکتها در پیوندهای الکتریکی.
۴- گرم شدن بیش از اندازه بخشی از سیم پیچ و آسیب دیدگی جداگرها به علت گذر جریان فوکو بیش از اندازه.

## گام دوم (برش)
در گام دوم که ترانس بُرش خواهد شد و فرمان تریپ به ترانس داده خواهد شد مشکلات پدید آمده به اینگونه ند:
۱- شکستن بوشینگ‌ها.
۲- اتصال کوتاه فاز به فاز.
۳- اتصال زمین.
۴- اتصال درون سیم پیچ‌ها.
۵- اتصال تپ‌ها به یکدیگر.
۶- پایین آمدن سطح روغن در پی سرد شدن روغن بیش از اندازه و کم بودن روغن یا نشتی روغن.

## عملکرد رله در خطاهای کوچک
هوا یا گازهای متصاعد شده از روغن وارد لوله رابط بین ترانسفورماتور و منبع ذخیره روغن شده و به داخل رله بوخهلتس که در یک قسمت از این لوله قرار دارد راه یافته و به طرف قسمت بالای رله که به صورت مخزن گاز درست شده صعود می‌کند و در آنجا جمع می‌شوند و گازهای راه یافته به داخل رله بوخهلتس به سطح فوقانی روغن فشار می‌آورد و باعث پایین آوردن سطح روغن در رله بوخهلتس می‌گردد. این فشار به شناور بالایی رله منتصل می شودو ان را به طرف پایین می‌راند. حرکت شناور باعث بستن یا باز کردن کنتاکتها می‌شود که جهت دادن در یک محفظه جیوه‌ای تعبیه شده است.